# Szentmiklóssy Béla (labdarúgó)
Szentmiklóssy Béla (Budapest, 1902. december 2. – ?, 1981) válogatott labdarúgó, csatár, balösszekötő, fogtechnikus.

## Pályafutása

### Klubcsapatban
1916-tól a Vasas labdarúgója volt. 1927-ig tagja volt a bajnoki III. helyezett és a Corinthian díjat nyert csapatnak, részt vett annak szinte egész Európára kiterjedő túráin. 1927-ben az Újpest csapatában szerepelt egy évig, majd Havannába került, megnyerte csapata Kuba bajnokságát. Később az Amerikai Egyesült Államok magyar, illetve német profi csapatában szerepelt, ez utóbbinak edzője is volt. 1933-ban Monte Carlóban játszott, majd 1934-ben az őszi szezon kezdetén a Gyulai AC szerződtette edzőnek. Több bajnoki és egyéb érem és egy kupa tulajdonosa volt.
Alacsony termetű, jól rúgó, technikás labdarúgó volt, aki csak bal lábbal kezelte jól a labdát. 

### A válogatottban
1924-ben egy alkalommal szerepelt a magyar labdarúgó-válogatottban.

## Sikerei, díjai
- Magyar bajnokság
  - 3.: 1924–25, 1925–26

## Statisztika

### Mérkőzése a válogatottban
| Magyarország | Magyarország         | Magyarország              | Magyarország | Magyarország | Magyarország | Magyarország | Magyarország | Magyarország |
| #            | Dátum                | Helyszín                  | Hazai        | Eredmény     | Vendég       | Kiírás       | Gólok        | Esemény      |
| ------------ | -------------------- | ------------------------- | ------------ | ------------ | ------------ | ------------ | ------------ | ------------ |
| 1.           | 1924. szeptember 21. | Budapest, Üllői úti pálya | Magyarország | 4 – 1        | Németország  | barátságos   | 1            | 33'          |
|              | Összesen             |                           |              | 1            | mérkőzés     |              | 1            | gól          |